# Мальовниче (Жмеринський район)
Мальовни́че — село в Україні, у Шаргородській міській громаді Жмеринського району Вінницької області. Населення становить 395 осіб.

## Історія
12 червня 2020 року відповідно до Розпорядження Кабінету Міністрів України № 707-р «Про визначення адміністративних центрів та затвердження територій територіальних громад Вінницької області» увійшло до складу Шаргородської міської громади.
19 липня 2020 року, в результаті адміністративно-територіальної реформи та ліквідації Шаргородського району, село увійшло до складу Жмеринського району Вінницької області.

## Географія
Село розташоване вздовж двох берегів безіменного струмка, що впадає у річку Ковбасну і є його лівою притокою. Північна частина села розташована близько села Козлівка. Села розділяє старий великий глиняний кар'єр, де видобували глину для виготовлення глиняного посуду та будівництва і ремонту житла. Місцевість називається «Балки». На північ від села розташований давній кар'єр з видобутку піску та ставок «Говда».